# 陳培瑜
陳培瑜（1977年8月9日—），臺灣新北板橋人，中華民國政治人物、作家、教育家、親職關係經營及兒童閱讀工作者，國立東華大學教育研究所碩士，現任中華民國立法委員、民主進步黨立法院黨團書記長。其創辦凱風卡瑪兒童書店，並曾任第一屆友善書業合作社理事、敦煌書局顧問、大塊文化繪本顧問與主編、人本教育文教基金會講師、Podcast製作人、親職教育講師，同時也是中華民國金鼎獎得主。

## 個人背景

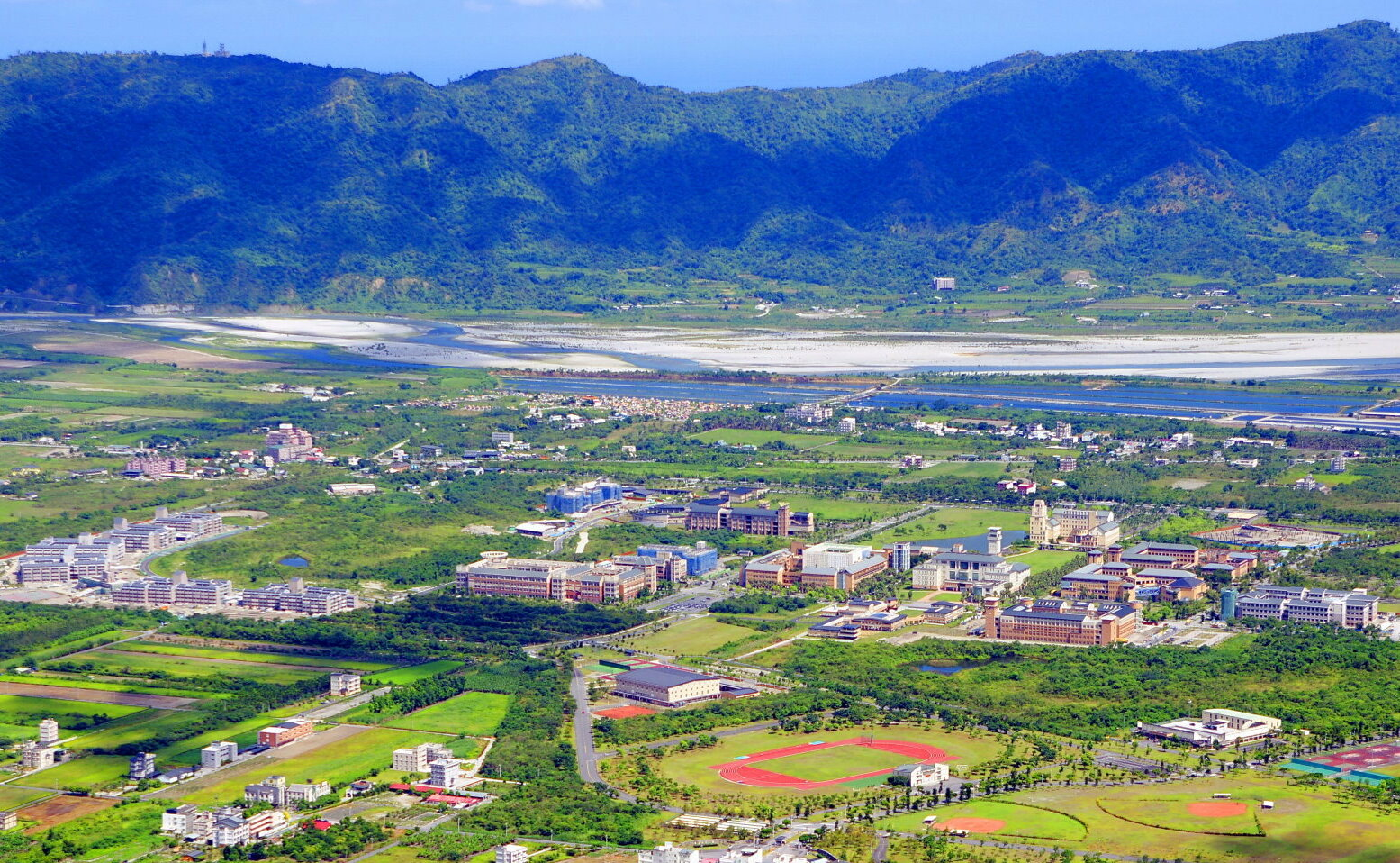
位於花蓮的國立東華大學校園

陳培瑜出生於台灣臺北縣板橋市，但因兒時家道中落生活窘迫，就讀當時位於臺北縣三重市的臺灣省立三重高級商工職業學校資料處理科。就讀期間在國文老師的鼓勵下，選擇重考大學進入輔仁大學中國文學系，畢業後攻讀國立東華大學人文社會科學學院教育研究所，以《以多元關懷為起點之課程發展行動研究》論文研究取得教育學碩士學位，其指導教授為五味屋創辦人顧瑜君。
取得碩士後，與丈夫定居於花蓮美崙，並擔任國民中學國文教師。由於求學時期接觸繪本並成為愛好者。因此在2007年於花蓮創辦獨立書店「凱風卡瑪兒童書店」推動多元文化教育，同時進行繪本翻譯、出版等，並獲得中華民國金鼎獎。但由於長年經營書店造成個人健康問題，加上臺北家人的健康狀況，於2013年結束了書店經營，返回台北生活。回臺北生活後，仍持續推動多元文化教育、親子教育，並擔任專欄作家數位繪本、播客主持人（Podcastor）、兒童閱讀教育推廣工作者、多元文化教育講師。

## 政治參與

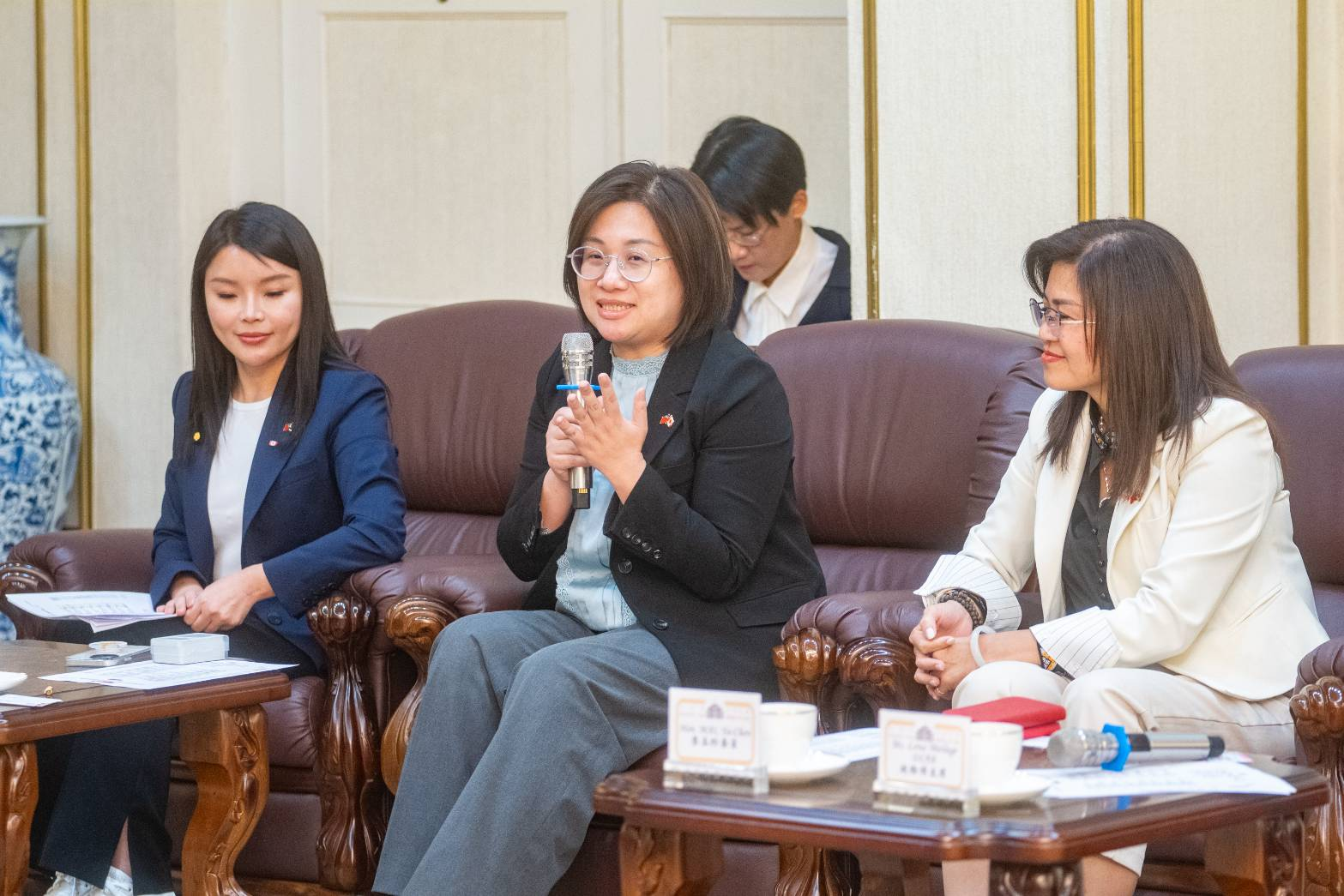
立法委員陳培瑜（圖中）

2019年11月14日，民主進步黨中央執行委員會通過執行2020年選舉不分區立法委員提名名單，陳培瑜名列第22名。後因民進黨僅分配到13席不分區席次，陳培瑜未當選。

2023年1月31日，排行第9名的管碧玲出任海洋委員會主任委員而請辭立委，且原應遞補的張菊芳已於2020年出任監察委員，故由陳培瑜遞補為第十届立法委員。同年再次入選民進黨2024年立法委員選舉不分區名單第15名，隔年選舉民進黨分配到13席不分區席次，陳因婦女保障名額連任第十一屆立法委員。

## 選舉紀錄
| 年度 | 選舉屆數             | 選舉區                                 | 所屬政黨   | 得票數    | 得票率 | 當選標記     | 備註     |
| ---- | -------------------- | -------------------------------------- | ---------- | --------- | ------ | ------------ | -------- |
| 2020 | 第十屆立法委員選舉   | 全國不分區及僑居國外國民立法委員選舉區 | 民主進步黨 | 4,811,241 | 33.98% |              | 遞補當選 |
| 2024 | 第十一屆立法委員選舉 | 全國不分區及僑居國外國民立法委員選舉區 | 民主進步黨 | 4,982,062 | 36.16% | 婦女保障名額 |          |

## 外部連結
- 陳培瑜的Facebook專頁